# Child in Time
Child in Time (в превод „Дете във време“, изговаря се Чайлд ин Тайм, и идва от началото на текста на песента: „Мило дете, с времето ще видиш...“) е песен на британската хардрок група Дийп Пърпъл, от албума Deep Purple in Rock (1970). Песента е написана от всички тогавашни членове на групата и според всички тях е вдъхновена от рифа на парчето на It's a Beautiful Day „Bombay Calling“.
„Child in Time“ има проста структура – интро на орган, пауър акорди и двуминутно китарно соло. Мрачните текстове говорят за Студената война. В песента напълно се разгръщат певческите способности на Иън Гилън – песента преминава от шепот до високи крясъци. Китаристът Ричи Блекмор започва с бавно соло, което забързва и рязко свършва.
След като Гилън напуска групата, песента се изпълнява на живо от време на време в периода 1970 – 73, а след 1993 г., изключително рядко. Гилън дава различни обяснения за това, но най-вероятно поради възрастта на вокала, гласът му вече не достига тези висини. Последното изпълнение на „Child in Time“ е през 2002 г. в Харогейт. При това изпълнение високите китарни тонове почти напълно заглушават гласа на Гилън, чийто партии са ограничени в „пискливата“ част. Подобен маниер е използван в последно време и при изпълненията на „Space Truckin'“.

## Любопитно
- Бившия китарист на групата Ричи Блекмор включва кавър на „Child in Time“ в албума The Village Lanterne, на последната си група Blackmore's Night.
- Част от песента е включена във филмите от 1996 г. „Twister“, „Breaking the Waves“ и „23“.
- Изпълнения на живо на парчето са включени в албумите Made in Japan и Scandinavian Nights.
- Песента става неофициален химн на демократичните движения в Социалистическия лагер в края на 80-те.
- Бразилската католическа църква използва интродукцията на песента в камнанията си за братство през 1992 г.
- Песента е използвана в документалния филм от 1999 г., „Един септемврийски ден“, разказващ за заложниците взети по време на Олипийските игри в Мюнхен през 1972 г.
- Песента е „открадната“ от режисьора от Боливуд Ану Малик за песента „Aisa Zakhm Diya Hai“.
- Ингви Малмстийн прави кавър на парчето в албума си от 1996 г. Inspiration.
- Блекмор, който обикновено свири на Фендер Стратокастър, в „Child in Time“ използва Гибсън ES-335.
- Песента се нарежда на #2 място в класацията за 100-те най-велики рок вокални изпълнения.